# NGC 723
NGC 723 est une galaxie spirale située dans la constellation de la Baleine. NGC 723 a été découverte par l'astronome germano-britannique William Herschel en 1785. La galaxie NGC 723 a aussi été observée par John Herschel en 1830 et inscrite au New General Catalogue sous la désignation NGC 724.   

## Caractéristiques
Sa vitesse par rapport au fond diffus cosmologique est de (1 246 ±17) km/s, ce qui correspond à une distance de Hubble de 18,4 ± 1,3 Mpc (∼60 millions d'al).
La classe de luminosité de NGC 723 est II-III et elle présente une large raie HI. Elle renferme également des régions d'hydrogène ionisé.